# استیو فریزر
استیو فریزر (انگلیسی: Steve Fraser؛ زادهٔ ۲۳ مارس ۱۹۵۸) کشتی‌گیر اهل ایالات متحده آمریکا بود.
وی در مسابقات کشوری و بین‌المللی در مجموع برندهٔ ۱ مدال طلا شده‌است.